# Parasmittina parsevalioidea
Parasmittina parsevalioidea är en mossdjursart som beskrevs av Liu 200. Parasmittina parsevalioidea ingår i släktet Parasmittina och familjen Smittinidae. Inga underarter finns listade i Catalogue of Life.